# España en el Campeonato Europeo de Atletismo de 2022
La selección española de atletismo participa en el Campeonato Europeo de Atletismo de 2022, celebrado en el estadio Estadio Olímpico de Múnich entre el 15 y el 22 de agosto de 2022, con un total de 88 atletas (48 hombres y 40 mujeres). 11 de ellos (5 hombres y 6 mujeres) solo participan en los relevos.

## Medallistas
España terminó en tercer lugar en el medallero del campeonato, quinta por número total de medallas.
Los atletas españoles obtuvieron las siguientes medallas:
| Nombre                                                                 | Prueba              | Fecha        |
| ---------------------------------------------------------------------- | ------------------- | ------------ |
| Oro                                                                    |                     |              |
| Miguel Ángel López                                                     | 35 km marcha        | 16 de agosto |
| Asier Martínez                                                         | 110 m vallas        | 17 de agosto |
| Álvaro Martín                                                          | 20 km marcha        | 20 de agosto |
| Mariano García                                                         | 800 m               | 21 de agosto |
| Plata                                                                  |                     |              |
| Marta Galimany Elena Loyo Laura Méndez Irene Pelayo                    | Maratón por equipos | 15 de agosto |
| Raquel González                                                        | 35 km marcha        | 16 de agosto |
| Mohamed Katir                                                          | 5000 m              | 16 de agosto |
| Bronce                                                                 |                     |              |
| Jorge Blanco Ayad Lamdassem Daniel Mateo Abdelaziz Merzougui Yago Rojo | Maratón por equipos | 15 de agosto |
| Mario García Romo                                                      | 1500 m              | 18 de agosto |
| Diego García Carrera                                                   | 20 km marcha        | 20 de agosto |

## Resultados
El detalle de la actuación española en la XXVI edición de los Campeonatos de Europa de Atletismo se recoge en la siguiente tabla:

### Hombres
Nota: En las carreras hasta 400 m, los atletas mejor clasificados en el ranking de la temporada pasan directamente a la semifinal.
Carreras
| Atleta                                                                              | Prueba                    | Series  | Series | Semifinal      | Semifinal      | Final          | Final             |
| Atleta                                                                              | Prueba                    | Marca   | Puesto | Marca          | Puesto         | Marca          | Puesto            |
| ----------------------------------------------------------------------------------- | ------------------------- | ------- | ------ | -------------- | -------------- | -------------- | ----------------- |
| Sergio López                                                                        | 100 m                     | DQ      | DQ     | No clasificado | No clasificado | No clasificado | No clasificado    |
| Pol Retamal                                                                         | 200 m                     | Exento  | Exento | 20.38          | 7.º q          | 20.63          | 6.º               |
| Daniel Rodríguez                                                                    | 200 m                     | 20.80   | 9.º Q  | 20.75          | 15.º           | No clasificado | No clasificado    |
| Iñaki Cañal                                                                         | 400 m                     | 45.83   | 11.º q | 46.10          | 18.º           | No clasificado | No clasificado    |
| Manuel Guijarro                                                                     | 400 m                     | 46.18   | 18.º   | No clasificado | No clasificado | No clasificado | No clasificado    |
| Óscar Husillos                                                                      | 400 m                     | 46.42   | 24.º   | No clasificado | No clasificado | No clasificado | No clasificado    |
| Álvaro de Arriba                                                                    | 800 m                     | 1:47.94 | 22.º   | No clasificado | No clasificado | No clasificado | No clasificado    |
| Adrián Ben                                                                          | 800 m                     | 1:47.64 | 11.º Q | 1:49.26        | 15.º           | No clasificado | No clasificado    |
| Mariano García                                                                      | 800 m                     | 1:47.66 | 13.º Q | 1:46.52        | 1.º Q          | 1:44.85        | Medalla de oro    |
| Ignacio Fontes                                                                      | 1500 m                    | 3:39.00 | 10.º Q | —              | —              | 3:42.30        | 11.º              |
| Gonzalo García                                                                      | 1500 m                    | 3:39.20 | 11.º Q | —              | —              | 3:37.40        | 6.º               |
| Mario García Romo                                                                   | 1500 m                    | 3:38.04 | 3.º Q  | —              | —              | 3:34.88        | Medalla de bronce |
| Mohamed Katir                                                                       | 5000 m                    | —       | —      | —              | —              | 13:22.98       | Medalla de plata  |
| Adel Mechaal                                                                        | 5000 m                    | —       | —      | —              | —              | 13:35.92       | 14.º              |
| Abdessamad Oukhelfen                                                                | 5000 m                    | —       | —      | —              | —              | 13:33.63       | 12.º              |
| Roberto Alaiz                                                                       | 10 000 m                  | —       | —      | —              | —              | 28:14.86       | 14.º              |
| Juan Antonio Pérez                                                                  | 10 000 m                  | —       | —      | —              | —              | 28:38.21       | 17.º              |
| Enrique Llopis                                                                      | 110 m vallas              | Exento  | Exento | 13.30          | 3.º Q          | 14.81          | 7.º               |
| Asier Martínez                                                                      | 110 m vallas              | Exento  | Exento | 13.25          | 1.º Q          | 13.14 NU23R EL | Medalla de oro    |
| Jesús David Delgado                                                                 | 400 m vallas              | 50.61   | 15.º Q | 50.32          | 22.º           | No clasificado | No clasificado    |
| Aleix Porras                                                                        | 400 m vallas              | 50.77   | 17.º   | No clasificado | No clasificado | No clasificado | No clasificado    |
| Daniel Arce                                                                         | 3000 m obstáculos         | 8:32.27 | 8.º Q  | —              | —              | 8:25.00        | 4.º               |
| Sebastián Martos                                                                    | 3000 m obstáculos         | 8:34.19 | 13.º q | —              | —              | 8:26.68        | 6.º               |
| Víctor Ruiz                                                                         | 3000 m obstáculos         | 8:32.48 | 9.º Q  | —              | —              | 8:37.24        | 13.º              |
| Alberto Calero Pablo Montalvo Jesús Gómez Sergio López                              | Relevo 4 × 100 m          | 39.14   | 11.º   | —              | —              | No clasificado | No clasificado    |
| Iñaki Cañal (final) Lucas Búa Óscar Husillos Samuel García Manuel Guijarro (series) | Relevo 4 × 400 m          | 3:01.27 | 1.º Q  | —              | —              | 3:00.54        | 4.º               |
| Jorge Blanco                                                                        | Maratón                   | —       | —      | —              | —              | 2:13:18        | 12.º              |
| Ayad Lamdassem                                                                      | Maratón                   | —       | —      | —              | —              | 2:10:52        | 6.º               |
| Daniel Mateo                                                                        | Maratón                   | —       | —      | —              | —              | 2:14:34        | 14.º              |
| Abdelaziz Merzougui                                                                 | Maratón                   | —       | —      | —              | —              | 2:19:47        | 43.º              |
| Yago Rojo                                                                           | Maratón                   | —       | —      | —              | —              | 2:14:41        | 15.º              |
| Copa de Europa de Maratón                                                           | Copa de Europa de Maratón | —       | —      | —              | —              | 6:38:44        | Medalla de bronce |
| Alberto Amezcua                                                                     | 20 km marcha              | —       | —      | —              | —              | 1:20:00        | 4.º               |
| Diego García Carrera                                                                | 20 km marcha              | —       | —      | —              | —              | 1:19:45        | Medalla de bronce |
| Iván López                                                                          | 20 km marcha              | —       | —      | —              | —              | 1:22:55        | 11.º              |
| Álvaro Martín                                                                       | 20 km marcha              | —       | —      | —              | —              | 1:19:11        | Medalla de oro    |
| Manuel Bermúdez                                                                     | 50 km marcha              | —       | —      | —              | —              | 2:32:31        | 4.º               |
| Miguel Ángel López                                                                  | 50 km marcha              | —       | —      | —              | —              | 2:26:49        | Medalla de oro    |
| Marc Tur                                                                            | 50 km marcha              | —       | —      | —              | —              | DQ             | DQ                |

1. ↑  Pol Retamal también formaba parte del equipo, pero no llegó a competir en él.

Concursos

| Atleta            | Prueba            | Clasificatoria | Clasificatoria | Final          | Final          |
| Atleta            | Prueba            | Marca          | Puesto         | Marca          | Puesto         |
| ----------------- | ----------------- | -------------- | -------------- | -------------- | -------------- |
| Eusebio Cáceres   | Salto de longitud | 7.93           | 3.º q          | 7.98           | 4.º            |
| Héctor Santos     | Salto de longitud | 7.75           | 10.º q         | 7.82           | 7.º            |
| Marcos Ruiz       | Triple salto      | 16.76          | 5.º q          | 16.78          | 5.º            |
| Pablo Torrijos    | Triple salto      | 16.12          | 11.º q         | NM             | NM             |
| Carlos Tobalina   | Peso              | 19.58          | 16.º           | No clasificado | No clasificado |
| Javier Cienfuegos | Martillo          | 73.26          | 12.º q         | 73.06          | 11.º           |
| Manu Quijera      | Jabalina          | 76.67          | 14.º           | No clasificado | No clasificado |

### Mujeres
Carreras
Nota: En las carreras hasta 400 m, las atletas mejor clasificadas en el ranking de la temporada pasan directamente a la semifinal.
| Atleta                                                                                 | Prueba                    | Series   | Series | Semifinal      | Semifinal      | Final          | Final            |
| Atleta                                                                                 | Prueba                    | Marca    | Puesto | Marca          | Puesto         | Marca          | Puesto           |
| -------------------------------------------------------------------------------------- | ------------------------- | -------- | ------ | -------------- | -------------- | -------------- | ---------------- |
| Jaël Bestué                                                                            | 100 m                     | 11.39    | 3.ª Q  | 11.40          | 12.ª           | No clasificada | No clasificada   |
| Sonia Molina-Prados                                                                    | 100 m                     | 11.64    | 21.ª   | No clasificada | No clasificada | No clasificada | No clasificada   |
| María Isabel Pérez                                                                     | 100 m                     | Exenta   | Exenta | 11.35          | 8.ª Q          | 11.28          | 6.ª              |
| Lucía Carrillo                                                                         | 200 m                     | 23.64    | 21.º   | No clasificada | No clasificada | No clasificada | No clasificada   |
| Paula Sevilla                                                                          | 200 m                     | Exenta   | Exenta | 23.19          | 10.ª           | No clasificada | No clasificada   |
| Marina Martínez                                                                        | 800 m                     | 2:03.45  | 17.ª   | No clasificada | No clasificada | No clasificada | No clasificada   |
| Lucía Pinacchio                                                                        | 800 m                     | 2:01.63  | 4.ª q  | 2:06.82        | 16.ª           | No clasificada | No clasificada   |
| Águeda Marqués                                                                         | 1500 m                    | 4:07.78  | 18.ª   | —              | —              | No clasificada | No clasificada   |
| Marta Pérez                                                                            | 1500 m                    | 4:07.27  | 14.ª   | —              | —              | No clasificada | No clasificada   |
| Carla Gallardo                                                                         | 5000 m                    | —        | —      | —              | —              | 15:52.64       | 16.ª             |
| Marta García                                                                           | 5000 m                    | —        | —      | —              | —              | 15:23.36       | 12.ª             |
| Cristina Ruiz                                                                          | 5000 m                    | —        | —      | —              | —              | 16:07.70       | 17.ª             |
| Beatriz Álvarez                                                                        | 10 000 m                  | —        | —      | —              | —              | 33:04.18       | 15.ª             |
| Maitane Melero                                                                         | 10 000 m                  | —        | —      | —              | —              | 33:46.71       | 17.ª             |
| Xènia Benach                                                                           | 100 m vallas              | 13.26    | 4.ª Q  | 13.18          | 16.ª           | No clasificada | No clasificada   |
| Sara Gallego                                                                           | 400 m vallas              | Exenta   | Exenta | 55.16          | 7.ª Q          | 54.97          | 4.ª              |
| Carla García                                                                           | 400 m vallas              | 57.03    | 13.ª   | No clasificada | No clasificada | No clasificada | No clasificada   |
| Blanca Fernández                                                                       | 3000 m obstáculos         | 10:00.26 | 23.ª   | —              | —              | No clasificada | No clasificada   |
| Carolina Robles                                                                        | 3000 m obstáculos         | 9:45.70  | 12.ª q | —              | —              | 9:38.96        | 11.ª             |
| Irene Sánchez-Escribano                                                                | 3000 m obstáculos         | 9:41.12  | 8.ª Q  | —              | —              | 9:37.84        | 10.ª             |
| Sonia Molina-Prados Jaël Bestué Paula Sevilla María Isabel Pérez                       | Relevo 4 × 100 m          | 42.95    | 2.ª Q  | —              | —              | 43.03          | 4.ª              |
| Eva Santidrián Aauri Bokesa Berta Segura Laura Hernández (series) Sara Gallego (final) | Relevo 4 × 400 m          | 3:27.76  | 7.ª q  | —              | —              | 3:29.70        | 8.ª              |
| Marta Galimany                                                                         | Maratón                   | —        | —      | —              | —              | 2:31:14        | 11.ª             |
| Elena Loyo                                                                             | Maratón                   | —        | —      | —              | —              | 2:34:56        | 18.ª             |
| Laura Méndez                                                                           | Maratón                   | —        | —      | —              | —              | 2:39:15        | 32.ª             |
| Irene Pelayo                                                                           | Maratón                   | —        | —      | —              | —              | 2:33:15        | 16.ª             |
| Copa de Europa de Maratón                                                              | Copa de Europa de Maratón | —        | —      | —              | —              | 7:39:25        | Medalla de plata |
| María Pérez                                                                            | 20 km marcha              | —        | —      | —              | —              | DQ             | DQ               |
| Antía Chamosa                                                                          | 50 km marcha              | —        | —      | —              | —              | 3:06:37        | 15.ª             |
| Raquel González                                                                        | 50 km marcha              | —        | —      | —              | —              | 2:49:10        | Medalla de plata |
| Mar Juárez                                                                             | 50 km marcha              | —        | —      | —              | —              | 2:55:27        | 7.ª              |

1. ↑  Lucía Carrillo y Carmen Marco también formaban parte del equipo, pero no llegaron a competir en él.
2. ↑  Carmen Avilés también formaba parte del equipo, pero no llegó a competir en él.

Concursos

| Atleta          | Prueba            | Clasificatoria | Clasificatoria | Final          | Final          |
| Atleta          | Prueba            | Marca          | Puesto         | Marca          | Puesto         |
| --------------- | ----------------- | -------------- | -------------- | -------------- | -------------- |
| Irati Mitxelena | Salto de longitud | 6.36           | 15.ª           | No clasificada | No clasificada |
| Belén Toimil    | Peso              | 17.72          | 10.ª q         | 17.86          | 10.ª           |
| Laura Redondo   | Martillo          | 67.62          | 13.ª           | No clasificada | No clasificada |
| Arantza Moreno  | Jabalina          | 56.02          | 16.ª           | No clasificada | No clasificada |

Pruebas combinadas – Heptatlón
| Atleta        | Prueba | 100v  | Altura | Peso  | 200      | Longitud | Jabalina | 800      | Puntos     | Puesto     |
| ------------- | ------ | ----- | ------ | ----- | -------- | -------- | -------- | -------- | ---------- | ---------- |
| Claudia Conte | Marca  | 14.10 | 1.80   | 11.51 | Retirada | Retirada | Retirada | Retirada | No terminó | No terminó |
| Claudia Conte | Puntos | 964   | 978    | 629   | Retirada | Retirada | Retirada | Retirada | No terminó | No terminó |
| María Vicente | Marca  | 13.84 | 1.74   | 13.53 | 24.18    | NM       | Retirada | Retirada | No terminó | No terminó |
| María Vicente | Puntos | 1101  | 903    | 763   | 963      | 0        | Retirada | Retirada | No terminó | No terminó |